# Konarzewo-Skuze
Konarzewo-Skuze – wieś w Polsce, w województwie mazowieckim, w powiecie ciechanowskim, w gminie Gołymin-Ośrodek.
Do 2023 miejscowość była częścią wsi Mierniki.
W latach 1975–1998 miejscowość administracyjnie należała do województwa ciechanowskiego.